# サマック・スントラウェート
サマック・スントラウェート（タイ語: สมัคร สุนทรเวช、英語: Samak Sundaravej、1935年6月13日 - 2009年11月24日）は、タイの政治家。下院議員。第33代首相を務めた。
王室への熱烈な忠誠心で知られた勤王家である一方で、一匹オオカミ的な行動や歯に衣着せぬ発言も目立つ個性派の政治家であった。また、料理が趣味で長年に渡り自らの料理番組で腕を披露するなど、国民の認知度も高かった。

## 概要
旧貴族の出身。タマサート大学を卒業後、1971年にバンコク都議会議員に選出されて政界入りし、1975年には学生革命で世相が騒然とする中、下院議員となり中央政界入りした。1977年には早くもタニン内閣の内相に就任。以後プレーム内閣、チャチャイ内閣などに運輸通信大臣として、またスチンダー内閣、バンハーン内閣、チャワリット内閣などには副首相として入閣、2000年からはバンコク都知事を務めるなど枢要な役職を歴任してきた。この間、一貫してインフラストラクチャー整備など大型プロジェクトに力を入れてきた。
2007年、憲法裁判所からタイ愛国党に対する解党の判決が出たのち、旧愛国党に近い勢力は政治姿勢が愛国党寄りながら、上院選挙出馬のため無所属だったサマックの周囲に集まった。こうしてサマックを先頭に旧愛国党勢力は人民の力党に大挙して入党し、勢力を保つこととなった。
2007年12月の総選挙では人民の力党が第1党に躍進し、人民の力党、国民党、国家貢献党、タイ団結国家開発党、中道主義党、臣民党の6党からなるサマック政権が発足した。旧愛国党の多数の勢力に首相として担がれたことや、「タクシンの代理人」と公言していたことなどからサマックはタクシン元首相の傀儡にすぎないという声もあれば、アクの強いサマックは簡単にタクシンの思い通りにはならないだろうと予想する向きもあった。
2008年9月、サマック首相の辞任を求め、首相府を占拠していた政治団体の民主市民連合とサマック政権を支持する政治団体の反独裁民主戦線が衝突し、反独裁民主戦線側の男性1人が死亡、約40人が負傷した。この事態を受けサマックは2日、バンコクに非常事態宣言を発令したが、軍は静観を決め込み、事態は膠着した。そんな中、9日にタイの憲法裁判所はサマックがテレビの料理番組に出演し報酬を得たことは、憲法で定められた「首相の副業禁止条項」に抵触したと違憲判断を下した。これをうけて、サマック内閣は総辞職し、ソムチャーイ・ウォンサワットに政権を譲った。
首相辞任後は闘病生活を送っていたが、2009年11月24日朝、肝臓ガンのためバンコクの病院で死去した。